# Каинес
Каинес (итал. Caines 
  ) је насеље у Италији у округу Болцано, региону Трентино-Јужни Тирол.
Према процени из 2011. у насељу је живело 318 становника. Насеље се налази на надморској висини од 635 м.

## Становништво
| 1931. | 1936. | 1951. | 1961. | 1971. | 1981. | 1991. | 2001. | 2011. |
| ----- | ----- | ----- | ----- | ----- | ----- | ----- | ----- | ----- |
| 204   | 193   | 225   | 210   | 242   | 272   | 304   | 318   | 413   |